# Суродчана Кхамбау
Суродчана Кхамбау (тайск. สุรจนา คำเบ้า; род. 23 декабря 1999, Chiang Khong, Чианграй) — тайская тяжелоатлетка, выступающая в весовой категории до 49 кг. Бронзовый призёр летних Олимпийских игр 2024 года, чемпионка мира 2021 года, бронзовый призёр чемпионата Азии 2023 года, бронзовый призёр летних Азиатских игр 2018 года.

## Карьера
Кхамбау выступала на Азиатских играх в закрытых помещениях и по боевым искусствам в 2017 году, проходивших в Ашхабаде. В весовой категории до 53 кг среди женщин она заняла 5-е место.
В 2018 году тайка в весовой категории до 53 кг среди женщин на юниорском чемпионате мира по тяжелой атлетике, проходившем в Ташкенте, завоевала золотую медаль В этом же году была третьей на Азиатских играх, проходивших в Джакарте.
В 2021 году на чемпионате мира в Ташкенте в категории до 49 кг стала чемпионкой, показав результат 191 кг по сумме двух упражнений, и взяв обе малые золотые медали.
В 2023 году на чемпионате Азии по тяжелой атлетике, выступая в категории до 49 кг Суродчана стала бронзовым призёром. По сумме двух упражнений она подняла 200 килограммов.
На летних Олимпийских играх 2024 года она выступала в весовой категории до 49 кг среди женщин и завоевала бронзовую медаль. Подняла вес 200 килограммов по сумме двух упражнений.

## Спортивные результаты
| Год  | Соревнование     | Место проведения | Весовая категория | Рывок | Толчок | Сумма двоеборья | Место |
| 2021 | Чемпионат мира   | Ташкент          | до 49 кг          | 86 кг | 105 кг | 191 кг          | 1     |
| 2023 | Чемпионат мира   | Эр-Рияд          | до 49 кг          | 87 кг | 109 кг | 196 кг          | 4     |
| 2024 | Олимпийские игры | Париж            | до 49 кг          | 88 кг | 112 кг | 200 кг          | 3     |